# Securiops macafertiorum
Securiops macafertiorum is een haft uit de familie Baetidae. De wetenschappelijke naam van de soort is voor het eerst geldig gepubliceerd in 1996 door Lugo-Ortiz.
De soort komt voor in het Afrotropisch gebied.